# 8645-ös mellékút (Magyarország)
A 8645-ös számú mellékút egy nagyjából 8,5 kilométer hosszú, négy számjegyű országos közút Győr-Moson-Sopron vármegye területén; Harka községet kapcsolja össze, annak egyetlen közúti elérési útvonalaként részint Sopron központjával, részint pedig a 84-es főúttal és az M85-ös autóúttal.

## Nyomvonala
A 86 107-es számú mellékútból ágazik ki, annak az 1+900-as kilométerszelvénye közelében lévő körforgalmú csomópontból, Sopron belvárosától délkeletre, déli irányban. Kezdeti szakasza a Kőszegi út nevet viseli, így halad el a Győr–Sopron-vasútvonal, majd a Sopron–Szombathely-vasútvonal vágányai alatt is, és ezt a nevet viseli a városban később is, egészen addig, amíg – majdnem pontosan a 2. kilométerénél – el nem hagyja a belterületet. 3,2 kilométer után még kiágazik belőle Brandmajor külterületi városrész bejárati útja, de a 4. kilométerét elérve már teljesen Harka területén húzódik.
Nagyjából 4,5 kilométer után éri el Harka első házait, melyek közt a Soproni utca nevet veszi fel. A község központjának eléréséig még többé-kevésbé délnek halad, de ott, az 5+350-es kilométerszelvénye táján éles irányváltással keletnek, majd északkeletnek fordul. Ugyanott ágazik ki belőle délnyugat felé a 86 106-os számú mellékút, mely a belterület déli részén vezet végig és a falu horgásztaváig vezet. A 8645-ös nem sokkal ezután ki is lép Harka lakott részei közül és mintegy 6,2 kilométer után már újra soproni területek közt folytatódik.
Majdnem pontosan a 7. kilométerénél újból keresztezi a Sopron–Szombathely-vasútvonal vágányait, előtte pár lépéssel kiágazik belőle a 86 315-ös számú mellékút a vasút mára megszűnt Harka vasútállomása felé, utána pedig alig 200 méterrel egy másik, mostanra szintén nagyjából funkciótlanná vált út lép ki belőle: a 86 133-as számú mellékút, mely korábban Kópháza felé biztosított összeköttetést, de az M85-ös autóút kettévágta. Röviddel ezután az út véget is ér, beletorkollva a 84-es főútba, annak a 118+650-es kilométerszelvénye közelében, az M85-ös autóúttal képzett csomópontjának nyugati körforgalmába, Sopron déli külterületei között.
Teljes hossza, az országos közutak térképes nyilvántartását szolgáló kira.gov.hu adatbázisa szerint 8,510 kilométer.

## Települések az út mentén
- Sopron
- Harka
- Sopron